# Hedypathes
Hedypathes es un género de escarabajos longicornios de la tribu Acanthoderini. Se distribuye por el continente americano.

## Especies
- Hedypathes betulinus (Klug, 1825)
- Hedypathes curvatocostatus Aurivillius, 1923
- Hedypathes monachus (Erichson in Schomburg, 1848)